# Grand Chute
Die Town of Grand Chute ist eine von 20 Towns im Outagamie County im US-amerikanischen Bundesstaat Wisconsin. Im Jahr 2010 hatte die Town of Grand Chute 20.919 Einwohner.
Town hat in Wisconsin eine grundlegend andere Bedeutung als im übrigen englischsprachigen Bereich. Vielmehr entspricht sie den in den anderen US-Bundesstaaten üblichen Townships, die nach dem County die nächstkleinere Verwaltungseinheit bilden.
Die Town of Grand Chute liegt in der Fox Cities genannten Metropolregion.
In der Town ist der in der Midwest League spielende Baseball-Club Wisconsin Timber Rattlers ansässig, auch das Stadion der Mannschaft, das Time Warner Cable Field at Fox Cities Stadium befindet sich auf dem Gebiet der Town of Grand Chute.

## Geografie

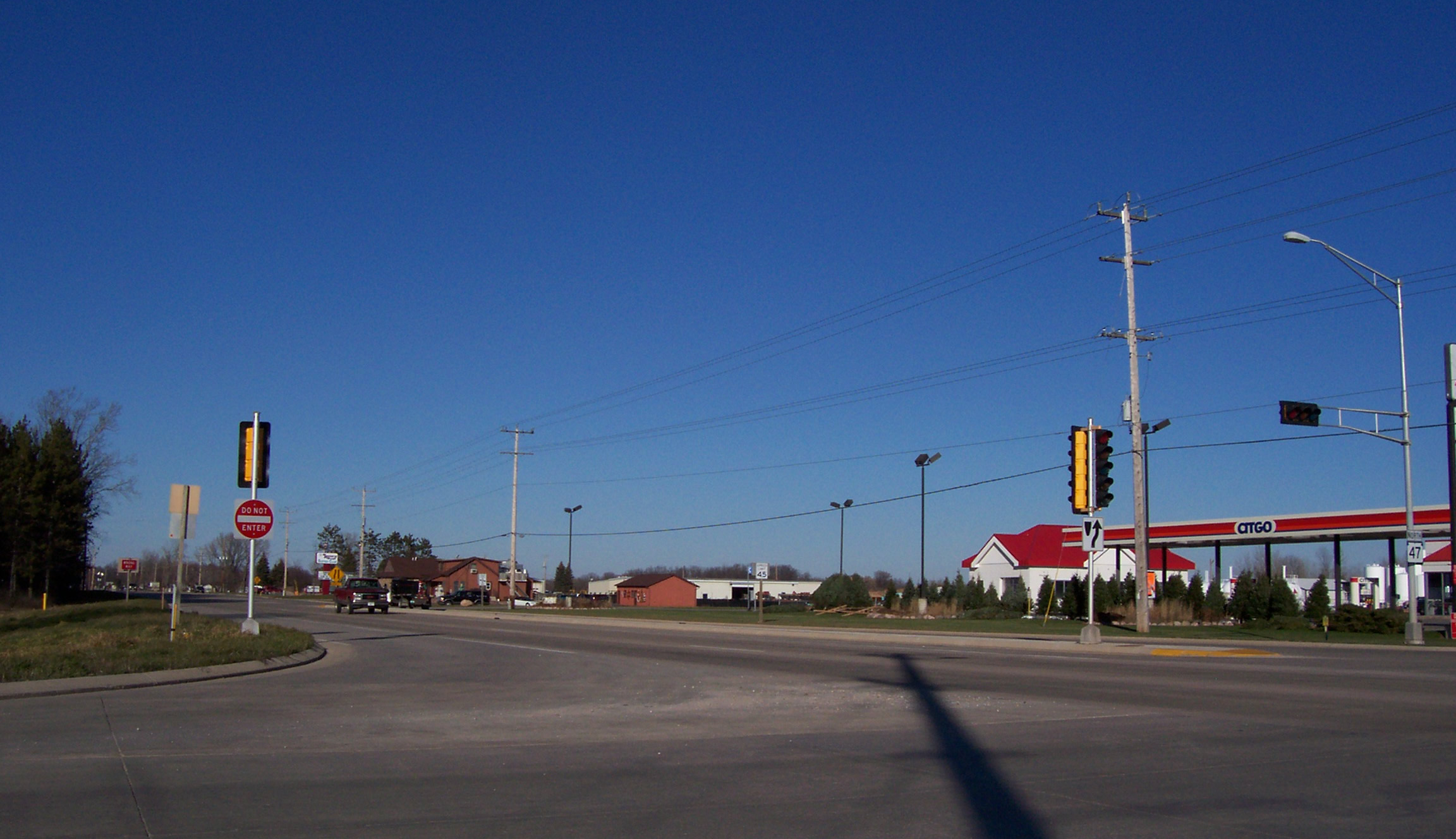
Der WIS 47 in der Town of Grand Chute

Die Town of Grand Chute liegt im Osten Wisconsins, im westlichen und nordwestlichen Vorortbereich der Stadt Appleton. Im Süden erreicht die Town den in den Fox River, der rund 50 km nordöstlich in die Green Bay des Michigansees mündet.
Die geografischen Koordinaten des Zentrums der Town of Grand Chute sind 44°16′54″ nördlicher Breite und 88°26′17″ westlicher Länge. Sie erstreckt sich über eine Fläche von 64,6 km².
Die Town of Grand Chute liegt im Süden des Outagamie County und grenzt an folgende Nachbartowns und -kommunen:
| Town of Ellington                  | Town of Center                              | Town of Freedom                      |
| Village of Greenville              | Kompassrose, die auf Nachbargemeinden zeigt | Town of Vandenbroek City of Appleton |
| Town of Clayton (Winnebago County) | Town of Menasha (Winnebago County)          |                                      |

## Verkehr
Der vierspurig ausgebaute U.S. Highway 41, der die nordwestliche Umgehungsstraße von Appleton bildet; führt durch das Zentrum der Town. Die Wisconsin State Highways 15, 96 und 125 führen in West-Ost-Richtung durch das Gebiet der Town of Grand Chute, während der Wisconsin State Highway 47 in Nord-Süd-Richtung durch den Nordosten führt. Daneben führen noch die County Highways A, E, JJ durch die Town, während der County Highway BB die südliche Grenze bildet. Alle weiteren Straßen sind untergeordnete Landstraßen, teils unbefestigte Fahrwege sowie innerörtliche Verbindungsstraßen.
Durch das Gebiet der Town of Grand Chute führt in Nordwest-Südost-Richtung für den Frachtverkehr eine Eisenbahnlinie der Canadian National Railway (CN).
Die nächsten Verkehrsflughäfen sind der Outagamie County Regional Airport (unmittelbar hinter der westlichen Grenze der Town) und der Austin Straubel International Airport in Green Bay (rund 40 km nordöstlich).

## Ortschaften in der Town of Grand Chute
Innerhalb der Town existieren keine Ortschaften, vielmehr hat sich im Laufe der Entwicklung der Stadt Appleton der einst ländliche Charakter der gesamten Town zu einem suburbanen Wohngebiet gewandelt.

## Bevölkerung
Nach der Volkszählung im Jahr 2010 lebten in der Town of Grand Chute 20.919 Menschen in 9378 Haushalten. Die Bevölkerungsdichte betrug 324,3 Einwohner pro Quadratkilometer. In den 9378 Haushalten lebten statistisch je 2,21 Personen.
Ethnisch betrachtet setzte sich die Bevölkerung zusammen aus 89,3 Prozent Weißen, 1,4 Prozent Afroamerikanern, 0,4 Prozent amerikanischen Ureinwohnern, 4,5 Prozent Asiaten, 0,1 Prozent Polynesiern sowie 2,5 Prozent aus anderen ethnischen Gruppen; 1,6 Prozent stammten von zwei oder mehr Ethnien ab. Unabhängig von der ethnischen Zugehörigkeit waren 4,9 Prozent der Bevölkerung spanischer oder lateinamerikanischer Abstammung.
20,0 Prozent der Bevölkerung waren unter 18 Jahre alt, 65,6 Prozent waren zwischen 18 und 64 und 14,4 Prozent waren 65 Jahre oder älter. 51,4 Prozent der Bevölkerung war weiblich.
Das mittlere jährliche Einkommen eines Haushalts lag bei 52.813 USD. Das Pro-Kopf-Einkommen betrug 32.557 USD. 8,9 Prozent der Einwohner lebten unterhalb der Armutsgrenze.

## Bekannte Bewohner
- Joseph McCarthy (1908–1957), republikanischer Senator (1947–1957) – geboren und aufgewachsen in der Town of Grand Chute
- George J. Schneider (1877–1939), republikanischer und später progressiver Abgeordneter des US-Repräsentantenhauses (1923–1933, 1935–1939) – geboren und aufgewachsen in der Town of Grand Chute